# Пентаплатинатрититан
Пентапла̀тинатритита́н — бинарное неорганическое соединение, интерметаллид платины и титана с формулой Ti3Pt5, кристаллы.

## Получение
- Сплавление стехиометрических количеств чистых веществ:

{\displaystyle {\mathsf {5Pt+3Ti\ {\xrightarrow {1900^{o}C}}\ Ti_{3}Pt_{5}}}}

## Физические свойства
Пентаплатинатрититан образует кристаллы ромбической сингонии, пространственная группа I bam, параметры ячейки a = 0,8312 нм, c = 0,3897 нм, структура типа дицинкгаллийпентазолота Au5GaZn2.
Соединение конгруэнтно плавится при температуре ≈1950 °C.
При температуре менее ≈1000 °C соединение находится в метастабильном состоянии.